# Cattedrale di San Mac Cairthind (Monaghan)
La cattedrale di San Mac Cairthind (in inglese St Macartan's Cathedral) è la cattedrale cattolica di Monaghan, in Irlanda, e sede della diocesi di Clogher.

## Storia
La cattedrale è stata costruita tra il 1861 ed il 1891. Il progetto per l'edificio è dell'architetto James Joseph McCarthy e risale al 1858, mentre il sito è stato acquistato nel 1861. La cattedrale è stata realizzata in stile neogotico utilizzando pietra calcarea estratta localmente. L'architetto William Hague Jr., originario di Cavan, ha supervisionato intorno al 1882 la costruzione della guglia, che raggiunge gli 81 metri di altezza. Mons. James Donnelly, vescovo di Clogher (1864-1893), ha dedicato la chiesa il 21 agosto 1892.